# Accident de train de Maynaguri
 (janvier 2022).
L'accident de train de Maynaguri est survenu le 13 janvier 2022 lorsque le train Bikaner–Guwahati Express (en) a déraillé près de Domohani (en), à Maynaguri (en), dans le district de Jalpaiguri, en Inde. Neuf personnes ont été tuées et 50 personnes ont été blessées,,. Il s'agit du premier déraillement ferroviaire majeur en 2022, depuis l'accident du train Seemachal Express au Bihar en février 2019.

## Accident
Vers 17 h 0 (IST), 12 des 18 autocars du Bikaner–Guwahati Express ont déraillé près de Maynaguri dans le district de Jalpaiguri au Bengale-Occidental, en Inde. Le train voyageait de Bikaner au Rajasthan à Guwahati en Assam.

## Conséquences
Le ministre indien des chemins de fer, Ashwini Vaishnaw (en), a annoncé un ex-gratia (en) de 5 lakh ₹ pour chaque proche parent des personnes ayant perdu la vie et 1 lakh ₹ pour les passagers gravement blessés. Il a en outre annoncé 25 000 ₹ pour les passagers légèrement blessés. Le ministre en chef du Bengale occidental, Mamata Banerjee et le Premier ministre Narendra Modi ont également aidé les blessés en leur fournissant des sommes en espèces.